# James Gordon Bennett junior
Pour les articles homonymes, voir Gordon Bennett et Bennett.
James Gordon Bennett junior, né le 10 mai 1841 et mort le 14 mai 1918, est un homme de presse américain passionné de sports et mécène. Il est le créateur de la coupe automobile Gordon Bennett, de la coupe aéronautique Gordon Bennett et du Trophée d'Aviation Gordon Bennett.

## Biographie

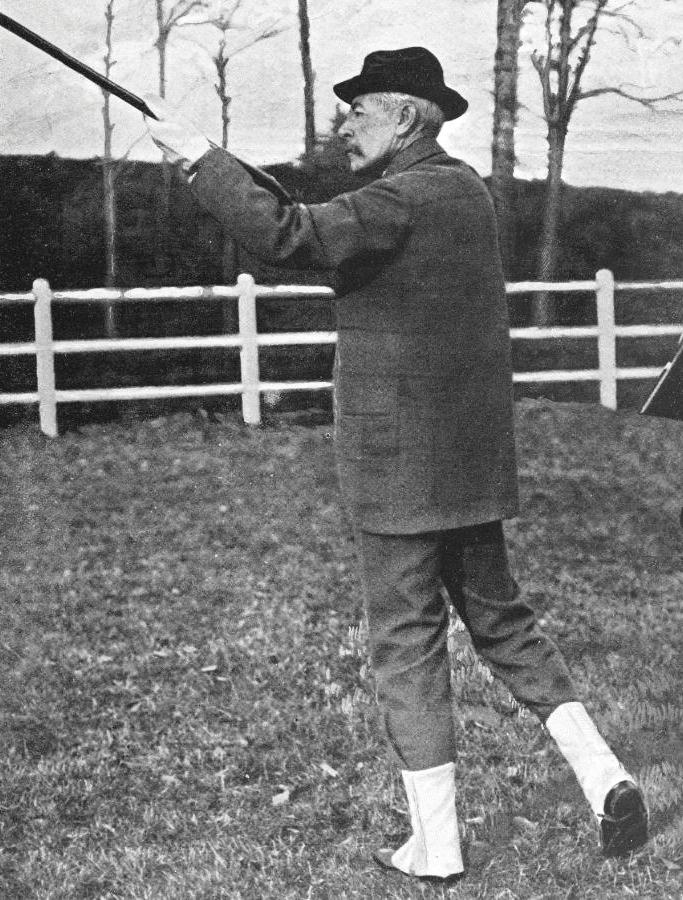
James Gordon Bennett Jr. en France, en décembre 1901.

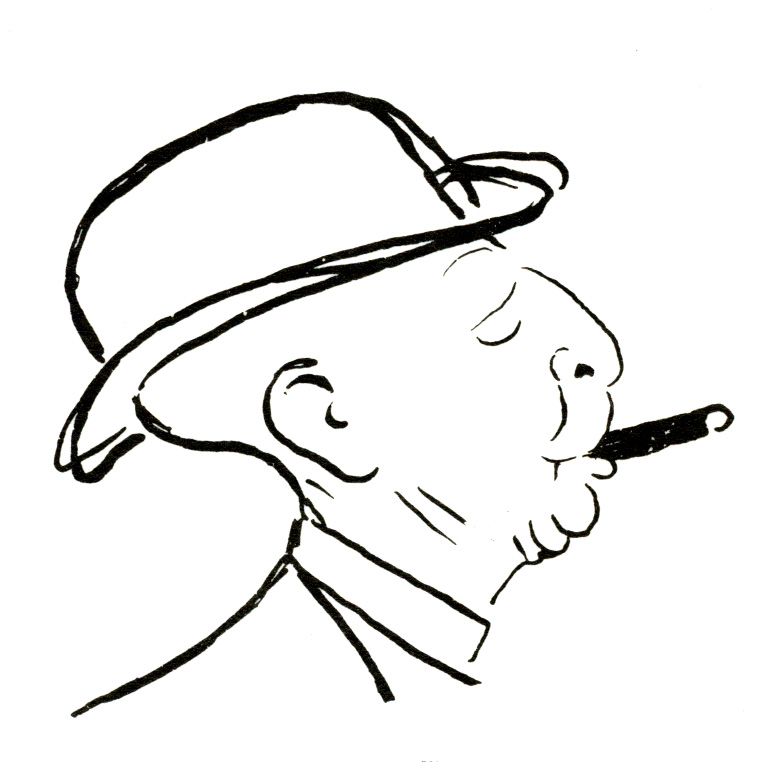
Caricature de Gordon Bennett Jr. par Sem.

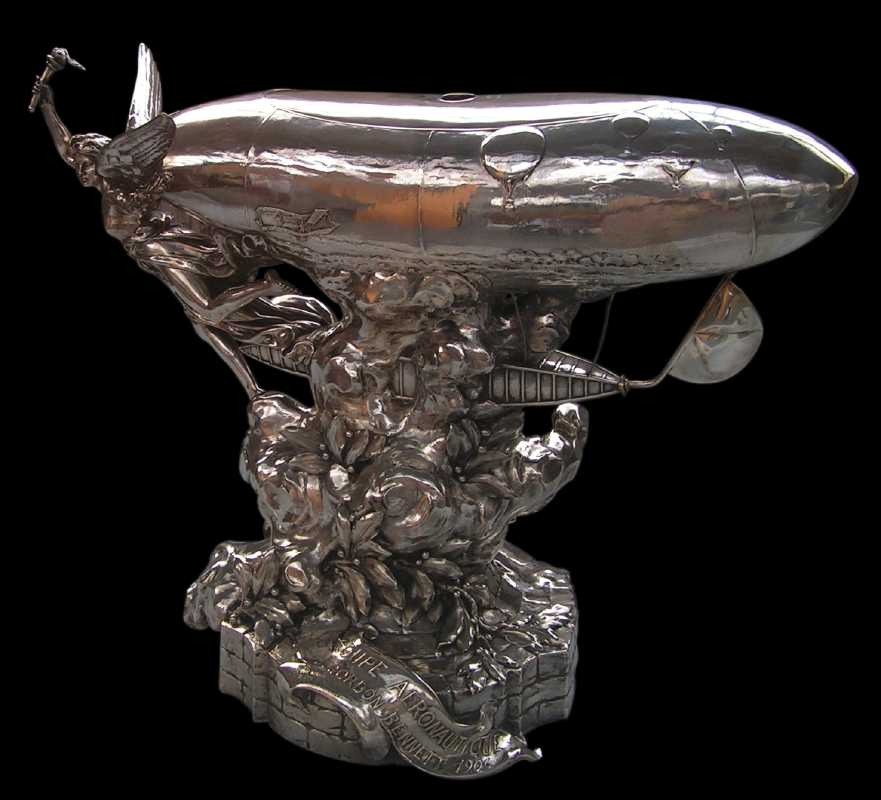
Coupe Gordon Bennett 1906.

Né à New York, le fils et homonyme du riche éditeur du New York Herald, James Gordon Bennett senior, est instruit principalement en France, pays où il passe une bonne partie de sa vie.  
Bennett vit dans le même monde exclusif que l'élite de Newport (Rhode Island), telles que les Vanderbilts, les du Ponts, et les Astors, qui affichent leur richesse avec de luxueux yachts à vapeur et à moteur, des trains privés opulents  et des manoirs somptueux. Il devient le plus jeune commodore du New York Yacht Club.  
Fervent marin, Gordon Bennett sert dans la marine pendant la guerre civile américaine, puis, en 1866, gagne la première course transocéanique en bateau avant de reprendre les affaires du journal de son père l'année suivante. Une fois responsable, il relève le journal, surtout en fournissant, en 1869, l'aide financière pour l'expédition africaine de l'explorateur anglais Henry Morton Stanley à la recherche de David Livingstone. Le voyage dure deux années, jusqu'au 10 novembre 1871, donnant au journal de Bennett l'exclusivité sur les informations qui fascinent ses lecteurs. Les histoires du New York Herald sur le « Dark Continent » sont enviées de ses concurrents.
En 1877, quelques années après avoir repris le journal de son père, Gordon Bennett quitte New York après un scandale qui met fin à ses fiançailles avec Caroline May, membre de la haute société. L'incident est narré dans le Guinness Book des records dans la catégorie « plus grand faux pas lors de fiançailles ». Bennett est arrivé ivre et en retard à une fête au manoir new-yorkais de la famille May, et a uriné dans la cheminée du salon devant tous les invités. 
S'établissant de manière permanente en France à Paris, il commence à éditer un journal de qualité, en anglais, qui existe toujours de nos jours sous le nom de International Herald Tribune. Habitué du très à la mode Café Tortoni de Paris, Gordon Bennet lui rend hommage dans l’International Herald Tribune lorsqu'il ferme ses portes en 1893 : « Tortoni a disparu de Paris aujourd'hui. Le café du coin du boulevard des Italiens et de la rue Taitbout, renommé pendant plus d'un siècle comme le haut lieu des grands noms de la littérature, des arts, et de l'aristocratie, sera remplacé par le café Brébant. ». 
Il dirige la rédaction du journal de New York depuis Paris, ou à bord de son luxueux yacht de 100 mètres de long. Après le succès de l'expédition africaine d'Henry Stanley, l'International Herald Tribune soutient le voyage de George Washington De Long au pôle Nord par le détroit de Béring. La malheureuse expédition de 1879-1881 mène aux décès de DeLong et de 19 camarades. Seuls 13 membres de l'équipage survécurent dont l'Ingénieur en chef George Melville. 
L'enthousiasme de Bennett pour les sports l'amène à commanditer plusieurs événements dans l'air du temps, et fortement populaires, qui permettent à ses journaux de couvrir l'évènement vu de l'intérieur et d'avoir des entrevues exclusives avec les participants. De retour aux États-Unis après avoir vu un match de polo en Angleterre, Bennett crée le premier club de polo de d'Amérique à Westchester, le 6 mai 1876. En outre, il a créé la « Coupe Gordon Bennett » pour la plaisance internationale et, en 1900, la Coupe automobile Gordon Bennett, précurseur des courses de Grand Prix. 
En 1906, il fournit les fonds et le trophée pour une course aéronautique, la Coupe aéronautique Gordon Bennett, lancée en grande fanfare dans les jardins des Tuileries à Paris avec 16 ballons participants. 
Comme avec ses courses automobiles, l'événement suivant est accueilli par le pays du vainqueur. Cette course existe toujours à ce jour et rassemble les meilleurs aéronautes. Plus tard, Bennett crée également un trophée pour les courses d'avion. Bennett multiplie les coupes Gordon Bennett dans nombre de sports, et pas seulement pour des épreuves internationales. Ainsi, entre 1896 et 1914, le champion de Paris USFSA en football reçoit un trophée offert par Gordon Bennett.
Gordon Bennett scandalise beaucoup dans la haute société, tant à New York, qu'à Londres et Paris, par son comportement toujours flamboyant et parfois erratique. Il a de très nombreuses femmes à sa disposition, les utilisant pour se divertir, et ne se mariant qu'à l'âge de soixante-treize ans, pour des raisons d'affaires, avec la baronne de Reuter devenue veuve, une belle-fille de Paul Julius Reuter (1816-1899), le fondateur de la célèbre agence Reuters.  
Il meurt le 14 mai 1918 à Beaulieu-sur-Mer (Alpes-Maritimes). Un service religieux est célébré à l'église épiscopale américaine de la Sainte-Trinité, avenue de l'Alma à Paris, le 24 mai 1918. Il est inhumé au cimetière de Passy à Paris. Son père, James Gordon Bennett senior (1795-1872), avait été un bourreau de travail qui, sous son règne autocratique, n'avait pas construit une forte équipe de gestion. Avec l'absence du fils, le journal tient un moment, puis, sans une gestion forte au jour le jour, commença à décliner. Après sa mort, le New York Herald fusionne avec son rival, le New York Tribune.